# Moshīrābād-e Owrīyeh
Moshīrābād-e Owrīyeh (persiska: مُشير آباد, موشِر آباد, مُشيرابادِ اُوريِّه, مُشيرابادِ آوِريِه, موشير آباد, مشير آباد اوریه, Moshīrābād) är en ort i Iran.   Den ligger i provinsen Kurdistan, i den nordvästra delen av landet, 300 km väster om huvudstaden Teheran. Moshīrābād-e Owrīyeh ligger 2 027 meter över havet och antalet invånare är 184.
Terrängen runt Moshīrābād-e Owrīyeh är kuperad söderut, men norrut är den platt. Terrängen runt Moshīrābād-e Owrīyeh sluttar norrut.Runt Moshīrābād-e Owrīyeh är det ganska tätbefolkat, med 58 invånare per kvadratkilometer. Närmaste större samhälle är Qorveh, 8,3 km öster om Moshīrābād-e Owrīyeh. Trakten runt Moshīrābād-e Owrīyeh består i huvudsak av gräsmarker.